# Othelindis z Nordmark
Othelindis z Nordmark - hol. Othilde van de Noordmark, niem. Othelendis von Nordmark lub Othelendis von Haldensleben (ur. ok. 985?  – zm. 9 marca 1043/1044
Przypuszcza się, że była córką księcia Saksonii, markgrafa Nordmark (Marchii Północnej) Bernarda I Billunga i Hildegardy, córki hrabiego Stade.
Żona hrabiego Zachodniej Fryzji Dirka III, z którym posiadała czworo dzieci:
- Dirk IV - hrabia Zachodniej Fryzji (po śmierci Dirka III),
- Floris I - hrabia Zachodniej Fryzji (po śmierci Dirka IV),
- Bertrada - którą poślubił Thierry II Katlenburg,
- Swanhilde - którą poślubił Emmo van Loon, hrabia Loon.

Po śmierci Dirka III, Othelindis wróciła do Saksonii, gdzie zmarła 9 marca 1043/1044. Została pochowana w Quedlinburgu.